# Willie Watson (calciatore 1949)
William Watson, meglio conosciuto con il nome Willie (New Stevenston, 4 dicembre 1949), è un ex calciatore scozzese, di ruolo difensore.

## Caratteristiche tecniche
Di ruolo difensore centrale e terzino destro che, approfittando della propria stazza, amava spingersi in avanti.

## Carriera
Watson si forma calcisticamente con gli inglesi del Manchester Utd che lo ingaggiarono dopo che si era fatto notare in alcuni campionati scolastici, entrando a far parte della prima squadra dei Reds, con cui gioca 11 incontri nella massima serie inglese. Esordì con i Reds il 29 settembre 1970 nella vittoria per 1-0 contro il Blackpool.
Terminata l'esperienza a Manchester, ottiene un ingaggio in America per giocare nella North American Soccer League 1973 con gli statunitensi del Miami Toros, con cui chiude il torneo al terzo ed ultimo posto al terzo posto nella Eastern Division.
Terminata la parentesi ai Toros si trasferisce in Scozia ingaggiato a parametro zero dal Motherwell, giocando con i The Well cinque stagioni nella massima serie scozzese, ottenendo come miglior piazzamento il quarto posto nella Scottish Premier Division 1975-1976.
Nella stagione 1978-1979 scende di categoria per giocare con il Dundee, con cui vince la serie cadetta, ottenendo la promozione in massima serie. Retrocederà in cadetteria al termine del campionato seguente.
Nel 1980 torna in America per giocare nei Phoenix Inferno, poi Pride, impegnato nel campionato indoor MISL.

## Palmarès
- Scottish First Division: 1

Dundee: 1978-1979